# VG247
VG247 (estilizado como VG24/7) é um blog de jogos eletrônicos publicado no Reino Unido, fundado em fevereiro de 2008 pelo veterano da indústria Patrick Garratt. Em 2009, o blog CNET Crave o classificou como o terceiro melhor blog de jogos do mundo.

## História
Fundado em colaboração em 1 de fevereiro de 2008 entre o jornalista de jogos Patrick Garratt e a Eurogamer Network, o VG247 foi criado para ser um blog apenas para notícias, o primeiro do gênero no Reino Unido a ter um blog de jogos especializado encontrado em sítios americanos como Kotaku e Joystiq. No lançamento, o VG247 não resenhou jogos eletrônicos e se concentrou em notícias, entrevistas e visualizações. Garratt era o único membro da equipe no momento do lançamento, embora tenha crescido com a adição dos colaboradores Mike Bowden e Nathan Grayson.
No início de 2009, o sítio foi relançado, passando de videogaming247.com para VG247; ao mesmo tempo, o site mudou seu URL principal para www.vg247.com e lançou um novo design de site, com recursos e equipe aprimorados. O site adicionou uma equipe adicional ao longo do próximo ano.
O VG247 começou a criar conteúdo de vídeo original em 2012 e teve algumas alterações na equipe. Matt Martin se tornou o editor-chefe do site e o fundador do site, Patrick Garratt, assumiu a função de editor em tempo integral em 2014; no mesmo período, o sítio lançou sua terceira iteração de design. O site lançou uma edição italiana em março.
Em outubro de 2015, o VG247 tirou a prévia de Uncharted 4: A Thief's End e emitiu um pedido de desculpas depois de ser contactado pela Sony por terem jogado Uncharted 2: Among Thieves do remasterizado Uncharted: The Nathan Drake Collection.
A partir de setembro de 2019, o site começou a adicionar análises de jogos recentes, usando um sistema de classificação de 5 estrelas.

## Prêmios
O VG247 foi indicado duas vezes para Melhor Site e Melhor Blog Online no Games Media Awards em 2008 e 2009. Embora não tenha ganho nenhum dos prêmios em 2008, em 2009 ganhou o Melhor Blog Online, com Garratt ganhando o Melhor Escritor Online Especialista. Garratt recebeu três prêmios Games Media Legend em 2009.
O site foi indicado ao prêmio de Melhor Blog Online no Games Media Awards 2010, mas perdeu para Rock, Paper, Shotgun . O site foi nomeado novamente para o Melhor Blog Online no Games Media Awards de 2011.